# Repubblicanesimo

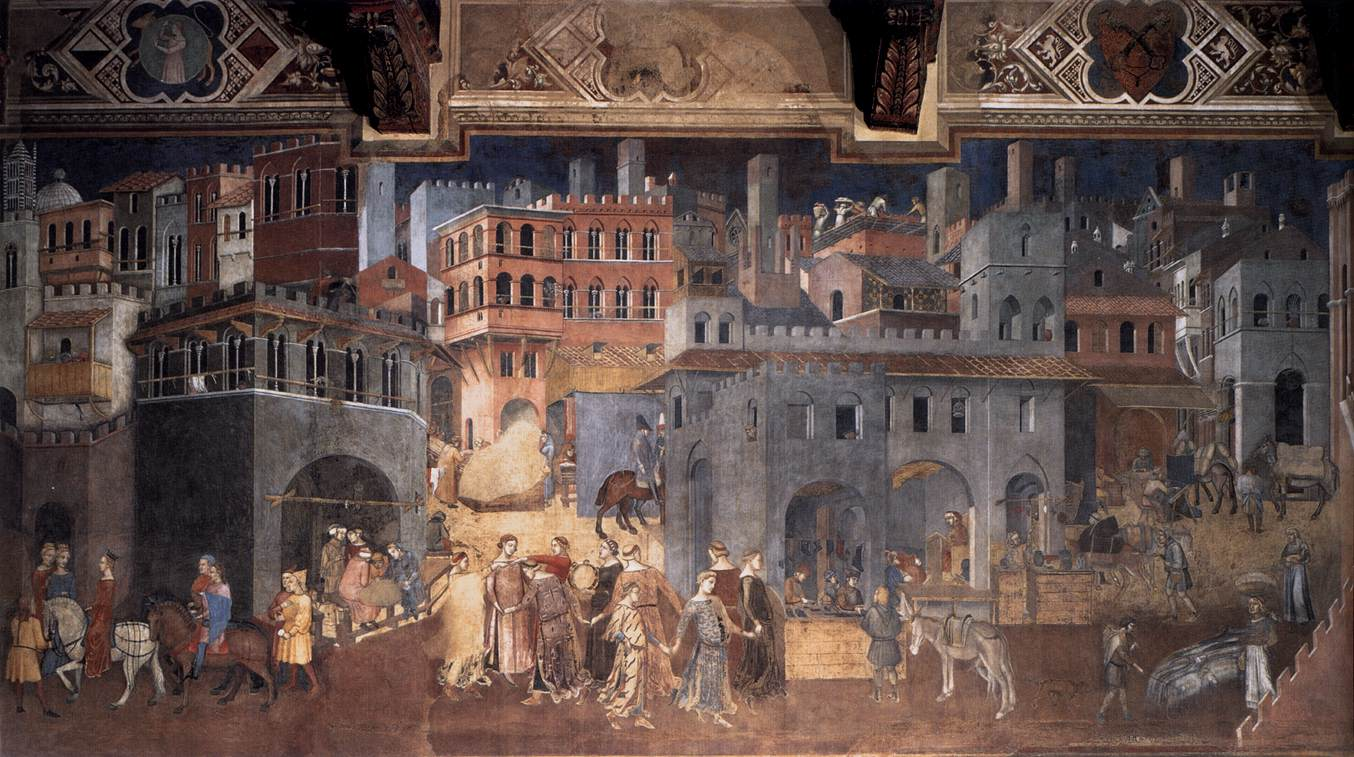
Allegoria ed effetti del Buono e del Cattivo Governo di Ambrogio Lorenzetti

Il repubblicanesimo è, genericamente, un'ideologia che sostiene il sistema politico repubblicano.

## Caratteristiche

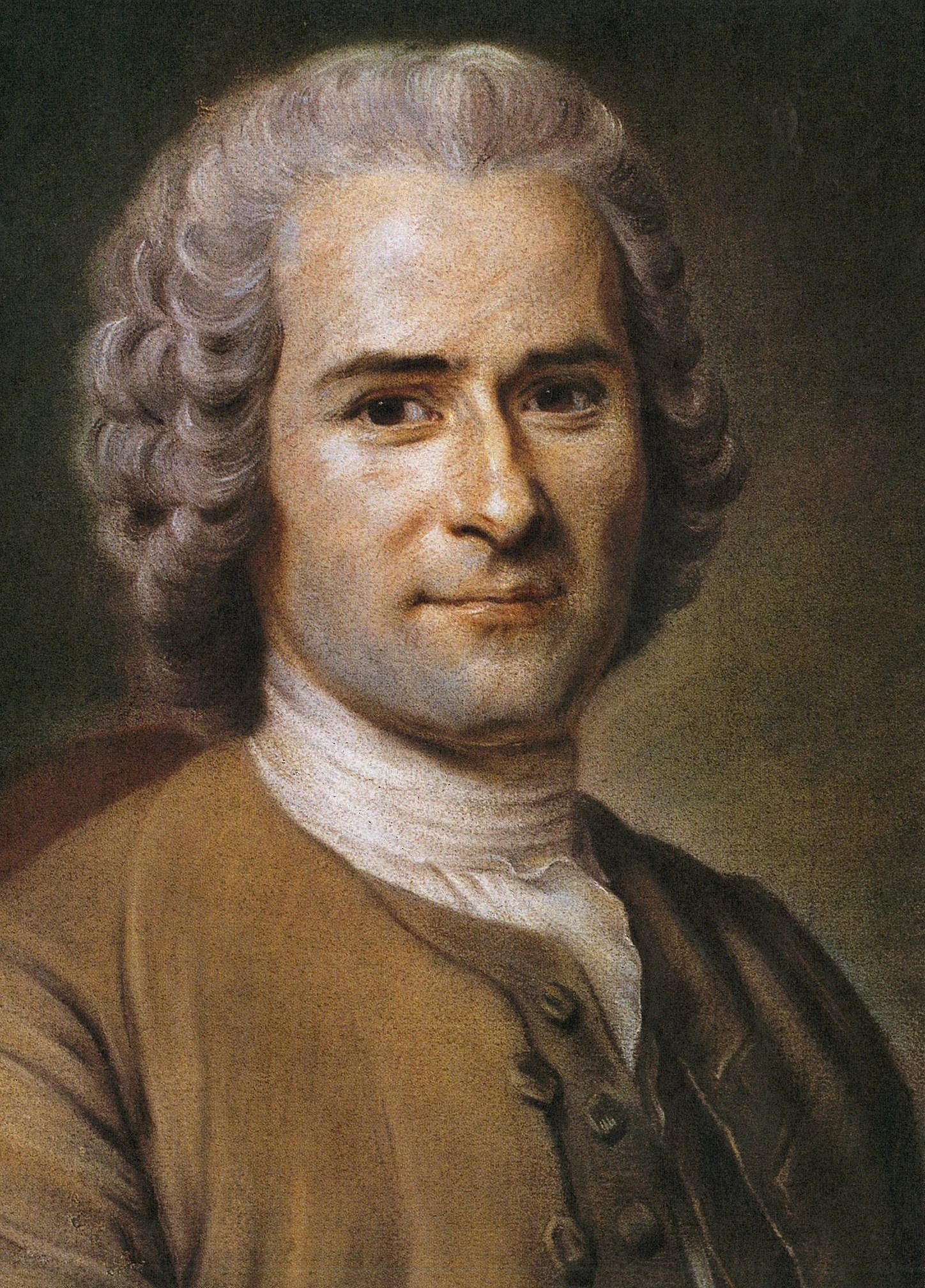
Jean-Jacques Rousseau

Secondo la definizione generale, la repubblica è una forma di governo in cui le cariche pubbliche sono scelte con metodi diversi dalla trasmissione ereditaria (solitamente nomina o elezione) e non costituiscono proprietà privata di chi le detiene.
Il termine - storicamente utilizzato per designare un particolare profilo presente nell'Illuminismo ed in particolare nella religione civile di Rousseau - si associa anche alle ideologie dei diversi partiti politici che utilizzano il nome di "Partito Repubblicano". Alcuni di essi sono proprio fondati sull'anti-monarchismo; nonostante portino il medesimo nome, i vari partiti repubblicani diffusi per il mondo hanno obiettivi e punti di vista abbastanza differenti, inseriti ciascuno nel proprio contesto.

## Neo-repubblicanesimo

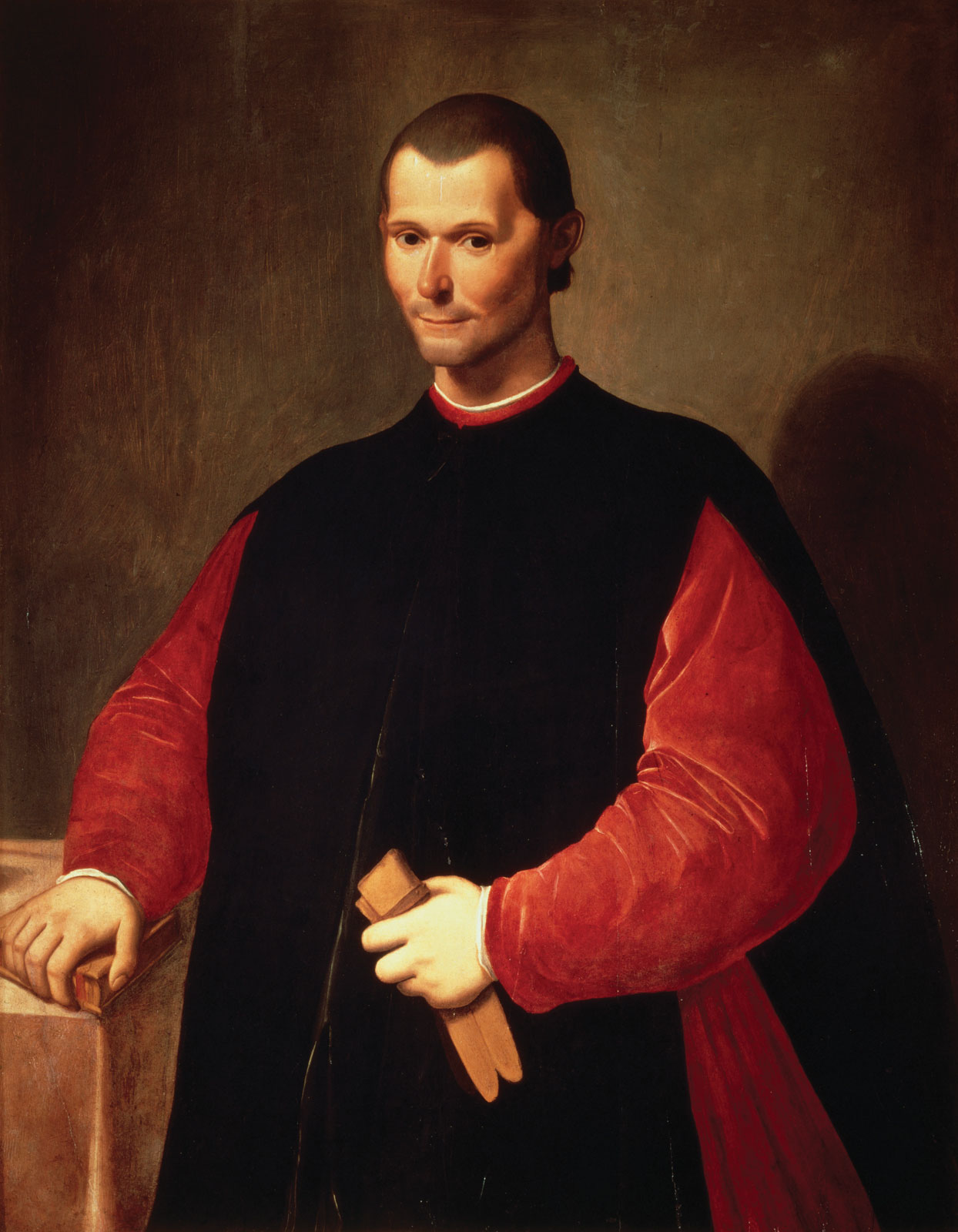
Niccolò Machiavelli

Non esiste una sola concezione della tradizione repubblicana, ma almeno due, di cui una più aristotelica e l'altra più "pluralista".
La prima si richiama a John Pocock e in particolare alla sua monumentale opera "The Machiavellian Moment" pubblicata nel 1975. Di questa "scuola", denominata "repubblicanesimo classico" fa parte anche Hannah Arendt. La seconda è composta da diversi autori, in particolare Philip Pettit, Quentin Skinner e Maurizio Viroli. Questi autori sostengono che, negli autori classici romani come Cicerone, nell'esperienza dei liberi comuni medievali italiani e in autori come Machiavelli, si ritrova una nozione di libertà diversa da quella propria del liberalismo. La concezione della libertà dei repubblicani differisce da quella dei teorici del liberalismo classico perché, se per quest'ultimi la via da seguire per garantire la libertà all'uomo è di preservarlo da quelle interferenze dello stato, del diritto e della morale che ne potrebbero pregiudicare la piena espressione, per i primi la vera libertà si ottiene sottraendo l'uomo dal giogo di quelle condizioni di dipendenza economica, culturale e sociale che ostacolano lo sviluppo della sua persona. In altri termini, secondo la concezione neo-repubblicana un uomo non può dirsi veramente libero se la sua vita è condizionata e influenzata negativamente da ostacoli, come la povertà e l'ignoranza, che ne riducono la possibilità di esprimere al meglio la propria personalità. Inoltre, secondo la concezione dei repubblicani è talvolta necessario restringere la libertà di un gruppo di cittadini per emanciparne un altro da una condizione di dipendenza. Un chiaro esempio di un intervento ispirato a un tale pensiero sono quelle leggi che proteggono i lavoratori dipendenti dagli abusi dei datori di lavoro, o quelle che impongono delle tasse per finanziare misure di stato sociale volte a migliorare le condizioni di chi vive in povertà. Il già citato Maurizio Viroli infatti afferma: "Non è possibile ridurre la dipendenza senza imporre i vincoli della legge. Bisogna scegliere fra la dominazione (e la dipendenza) e i vincoli della legge".